# Paolo Bollini
Paolo Bollini (1960) è un politico sammarinese.
Ha ricoperto per due volte la carica di Capitano Reggente, da ottobre 1998 ad aprile 1999 e da aprile 2004 ad ottobre 2004. È dal 2005 membro del Nuovo Partito Socialista, dopo aver fatto a lungo parte del Partito Socialista Sammarinese. Nel 2007 ha lasciato il Nuovo Partito Socialista per aderire al Partito dei Socialisti e dei Democratici.